# Henriette Vazeille
Pour les articles homonymes, voir Vazeille.
Henriette Vazeille est une joueuse d'échecs française.

## Carrière échiquéenne
Elle est présente aux championnats de France de 1955 à 1957 pour la région Île-de-France.
Le 16 mai 1959, elle fait partie des joueurs qui affrontent Camil Seneca lors d'une partie simultanée organisée à la Foire de Paris.

### Championne de France
Henriette Vazeille devient championne de France en 1955 à Toulouse,,. Elle termine ensuite deuxième du tournoi de 1956 avant de regagner le titre en 1957,,.